# پوهنسدورف
پوهنسدورف (به آلمانی: Pohnsdorf) یک شهر در آلمان است که در پلون واقع شده‌است. پوهنسدورف ۴۷۷ نفر جمعیت دارد.